# Polyspora longicarpa
Polyspora longicarpa är en tvåhjärtbladig växtart som först beskrevs av Hung T. Chang, och fick sitt nu gällande namn av C. X. Ye. Polyspora longicarpa ingår i släktet Polyspora och familjen Theaceae. Inga underarter finns listade i Catalogue of Life.